# بروتين مطرسي خلوي
البروتين المطرسي الخلوي (بالإنجليزية: Matricellular protein)‏ هو بروتين غير بنائي يعبر عنه ديناميكيًا (بمستوياتٍ متغيرة) ويتواجد في المطرس خارج الخلوي (ECM). بدل أن تعمل كعناصر بنائية مستقرة، تملك هذه البروتينات وظيفة تنظيمية وتتم رسكلتها [الإنجليزية] بشكل سريع، وتتميز باحتوائها على مواقع ارتباط البروتينات البنائية الخاصة بالمطرس خارج الخلوي ومواقع ارتباط مستقبلات سطح الخلية. ويمكنها عزل وتعديل نشاطات عوامل نمو محددة.
من الأمثلة على البروتينات المطرسية الخلوية: عائلة البروتينات CCN (المعروفة كذلك باسم بروتين التأشير بين الخلوي CCN [الإنجليزية])، الفيبولينات [الإنجليزية]، الأوستيوبونتينات، البيريوستينات [الإنجليزية]، أفراد عائلة SPARC، التيناسكينات [الإنجليزية]، والثرومبوسبوندينات [الإنجليزية]. تملك العديد من هذه البروتينات وظائف مهمة في شفاء الجروح وتعافي الأنسجة.